# 东瓯王庙

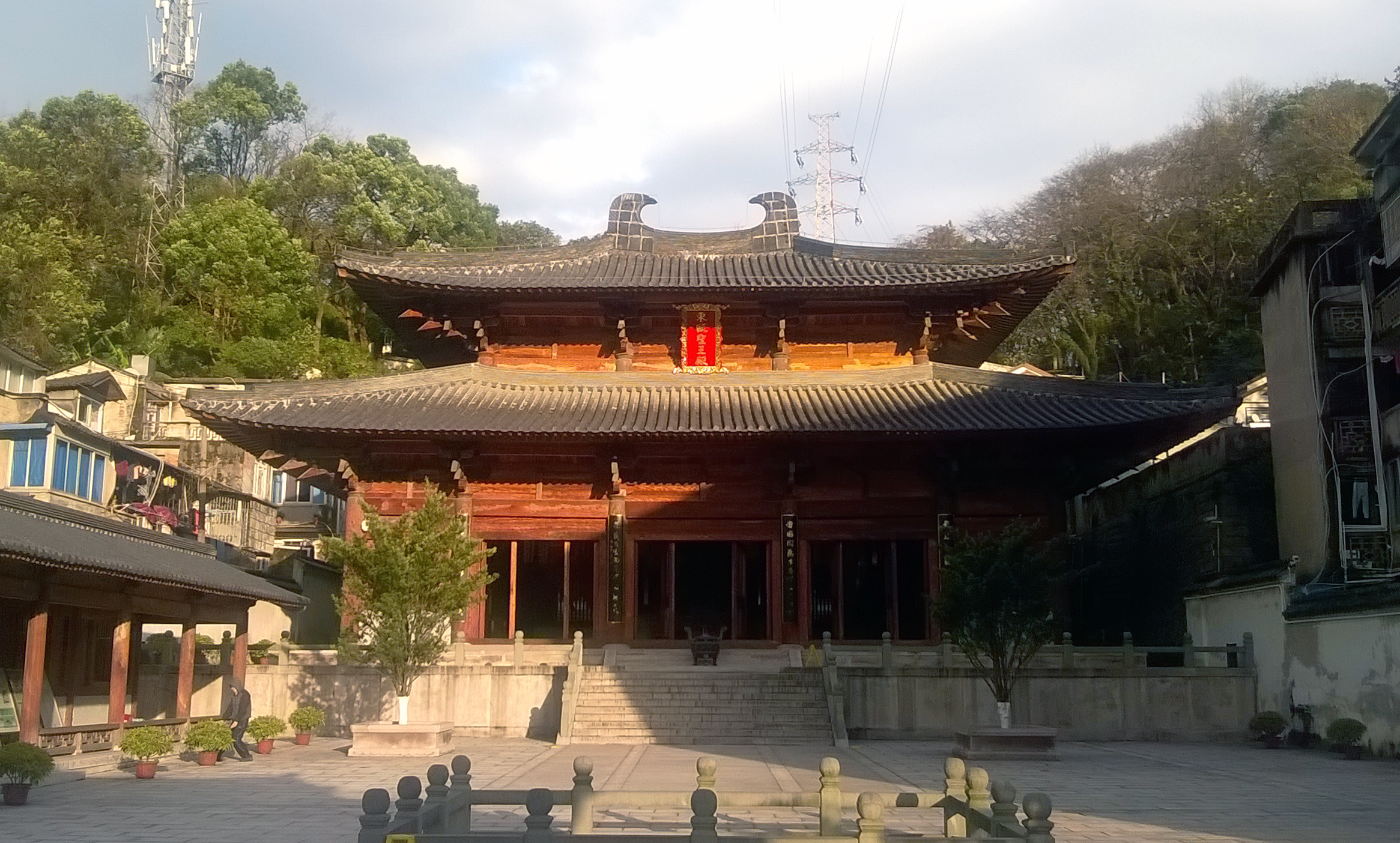
2013年重建的东瓯王庙大殿

东瓯王庙位于中国浙江省温州城内华盖山麓，是主祀汉朝东瓯国王驺摇的庙宇，当地俗称“大殿”。原为东岳庙，明成化十三年（1477年）改为东瓯王庙，此后多次修缮。1955年起用作学校校舍，原建筑拆除，只留存门台。2013年，重新建造正殿及配殿，辟为东瓯国历史陈列馆。

## 神明
秦汉之际，越人首领驺摇曾协助攻打秦军和项羽，因而于西汉惠帝三年（前192年）获封为东海王，建立从属于汉廷的外诸侯国，定都东瓯（今温州市），俗称东瓯王。东瓯国于建元三年（前138年）废除，前后共54年。驺摇定都东瓯传统上被认为是温州人文历史的开端。:181

## 历史
明朝以前，民间视驺摇为温州的土地神，尊奉其为“永嘉地主昭烈广泽王”，在海坛山麓建造祠庙，后在元末方国珍起义中被毁。明初改革民间祠祀制度后，钦定驺摇为“汉东瓯王之神”，纳入地方祀典，每年三月初八致祭，并在原址处重建庙宇。之后又改迁至状元坊（今状元巷）内。成化十三年（1477年），永嘉知县文林打击淫祀，将华盖山麓东岳庙的神像尽皆毁去，迁入东瓯王神位。明、清、民国三代，东瓯王庙多次修葺。后来民间又在东瓯王庙南侧重建东岳庙，俗称东瓯王庙为“大殿”，东岳庙为“小殿”。:415:406
中華民國大陸時期，东瓯王庙一度用作军警的办公场所。中国人民解放军攻占温州后，用作部队营房。1955年，部队改驻原永嘉县学宫（今温州军分区），东瓯王庙变为原设在县学内的小学的校舍。此后逐渐拆旧建新，原建筑只留一座门台。2002年，改用作温州市聋哑学校校舍。
2013年，温州市政府恢复东瓯王庙，新修建大殿、配殿、两廊、放生池等建筑，辟作东瓯国历史陈列馆。

## 建筑
东瓯王庙坐东朝西。拆除前，中轴线上依次建有照壁、月光池、山门、戏台、放生池、大殿、娘娘殿等建筑，大殿前有左右两廊。
东瓯王庙拆除后，只留存一座门台。砖石结构；面阔三间，呈八字形，通宽9.8米；台基高0.4米，设有垂带踏跺；明间正中上嵌有青石匾额，楷体直书“东瓯王庙”；悬山顶。1981年，东瓯王庙门台登录温州市级文物保护单位名录。:147
新建的东瓯王庙大殿并未仿造明清木建筑结构，而采取唐代建筑风格。